# Bernardo Redín
Bernardo Redín (Cali, 26 februari 1963) is een voormalig profvoetballer uit Colombia. Hij speelde als middenvelder en beëindigde zijn carrière in 2001. Nadien werd Redín trainer.

## Clubcarrière
Redín speelde niet alleen in eigen land bij onder meer Deportivo Cali en América de Cali, maar ook in Bulgarije en Bolivia.

## Interlandcarrière
Redín kwam in totaal veertig keer (vijf doelpunten) uit voor de nationale ploeg van Colombia in de periode 1987–1991. Hij maakte zijn debuut op 1 juli 1987 in het Copa América-duel tegen de Bolivia, dat Colombia met 2-0 won door treffers van Carlos Valderrama en Arnoldo Iguarán. Hij nam met Colombia deel aan het WK voetbal 1990 en scoorde daar twee keer in drie duels.
| Interlanddoelpunten | Interlanddoelpunten | Interlanddoelpunten | Interlanddoelpunten    | Interlanddoelpunten | Interlanddoelpunten | Interlanddoelpunten | Interlanddoelpunten |
| #                   | Datum               | Locatie             | Wedstrijd              | Goal(s)             | Score               | Uitslag             | Wedstrijd           |
| ------------------- | ------------------- | ------------------- | ---------------------- | ------------------- | ------------------- | ------------------- | ------------------- |
| 1                   | 08/07/1987          | Córdoba             | Chili – Colombia       | 103' (pen.)         | 0 – 1               | 2 – 1               | Copa América        |
| 2                   | 07/08/1988          | Bogota              | Colombia – Uruguay     | 77'                 | 2 – 1               | 2 – 1               | Oefeninterland      |
| 3                   | 05/02/1989          | Armenia             | Colombia – Chili       | 62'                 | 1 – 0               | 1 – 0               | Oefeninterland      |
| 4                   | 10/06/1990          | Bologna             | VA Emiraten – Colombia | 51'                 | 0 – 1               | 0 – 2               | WK-eindronde        |
| 5                   | 23/06/1990          | Napels              | Kameroen – Colombia    | 117'                | 2 – 1               | 2 – 1               | WK-eindronde        |